# 沃爾納特鎮區 (伊利諾伊州比羅縣)
沃爾納特鎮區（英語：Walnut Township）是位於美國伊利諾伊州比羅縣的一個行政鎮區。

## 地方資料
根據2010年美國人口普查的數據，沃爾納特鎮區的面積為95.60平方千米，當中陸地面積為95.50平方千米，而水域面積為0.10平方千米。當地共有人口1752人，而人口密度為每平方千米18.33人。